# Sciaenophilus tenuis
Sciaenophilus tenuis is een eenoogkreeftjessoort uit de familie van de Caligidae. De wetenschappelijke naam van de soort is voor het eerst geldig gepubliceerd in 1852 door Beneden.